# Limosina nitens
Limosina nitens är en tvåvingeart som beskrevs av Christian Stenhammar 1854. Limosina nitens ingår i släktet Limosina och familjen hoppflugor.
Artens utbredningsområde är Sverige. Inga underarter finns listade i Catalogue of Life.